# بيسل
بيسل Beesel  هي مدينة وبلدية بمقاطعة ليمبورخ، هولندا.

## طوبوغرافيا
خريطة طوبوغرافية هولندية لبلدية بيسل، يونيو 2015، (تقرأ بعد ثلاث نقرات على الخريطة)

## معرض صور

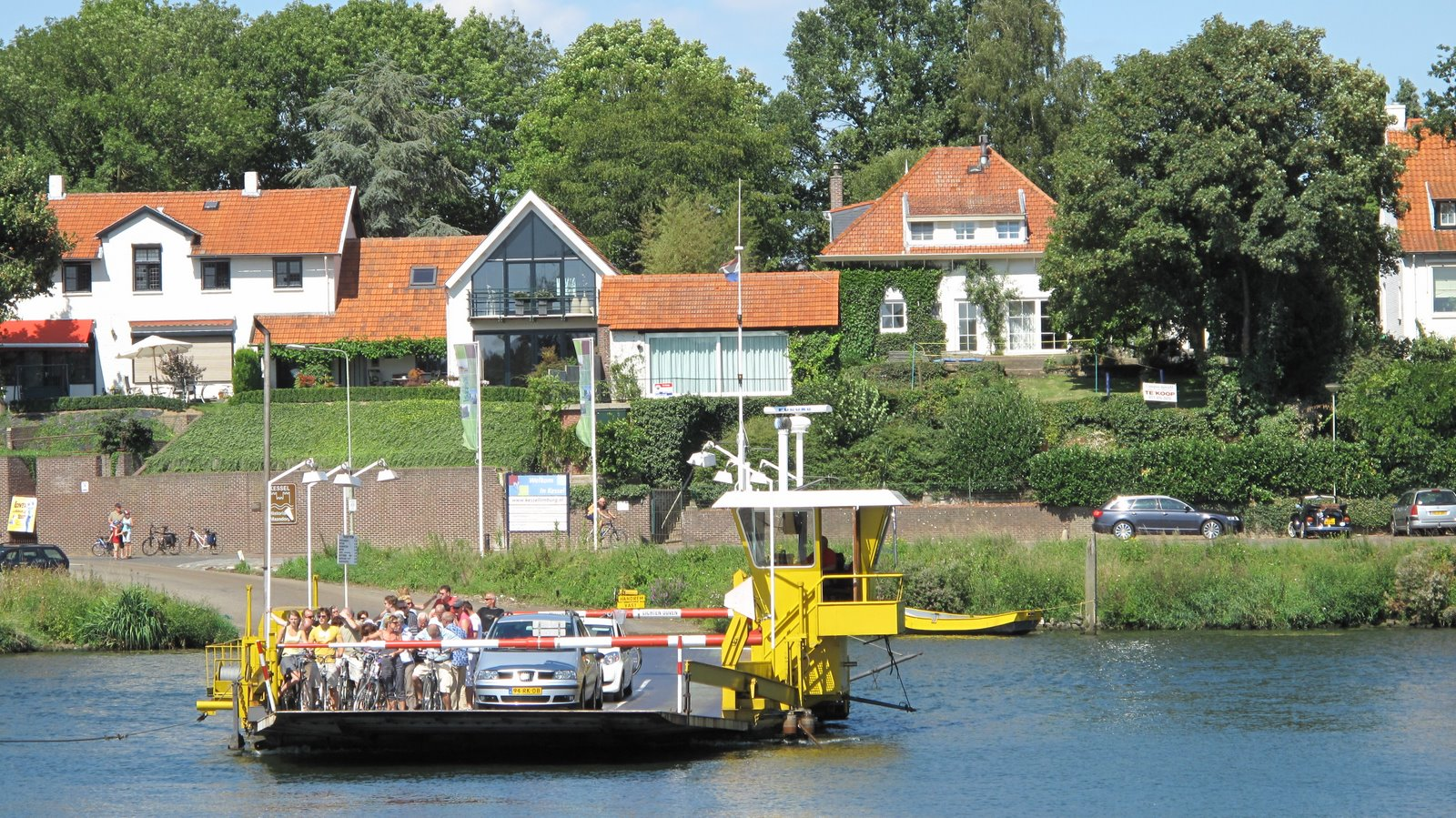
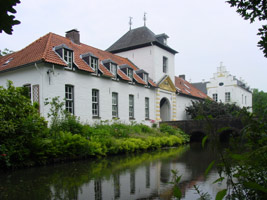
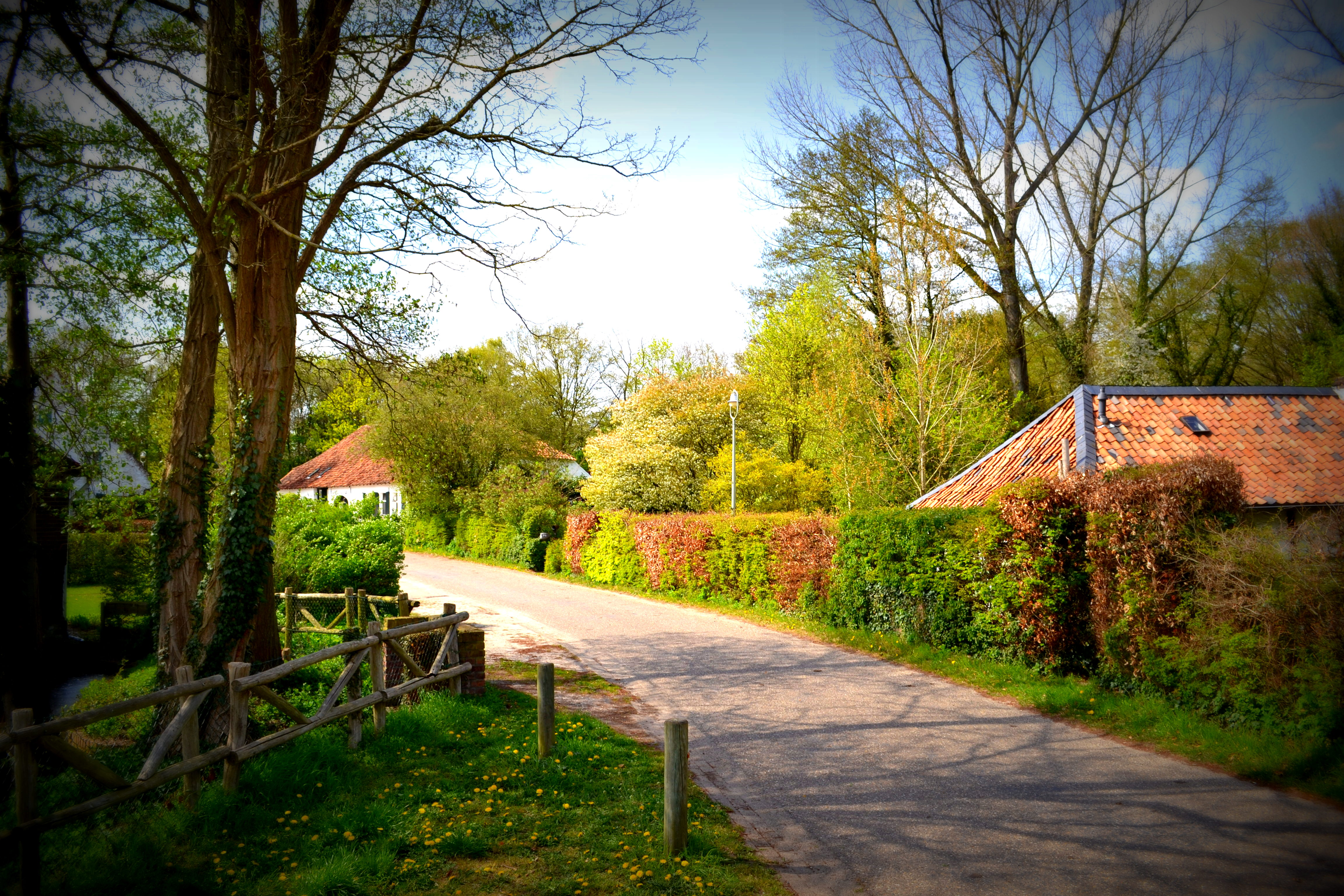
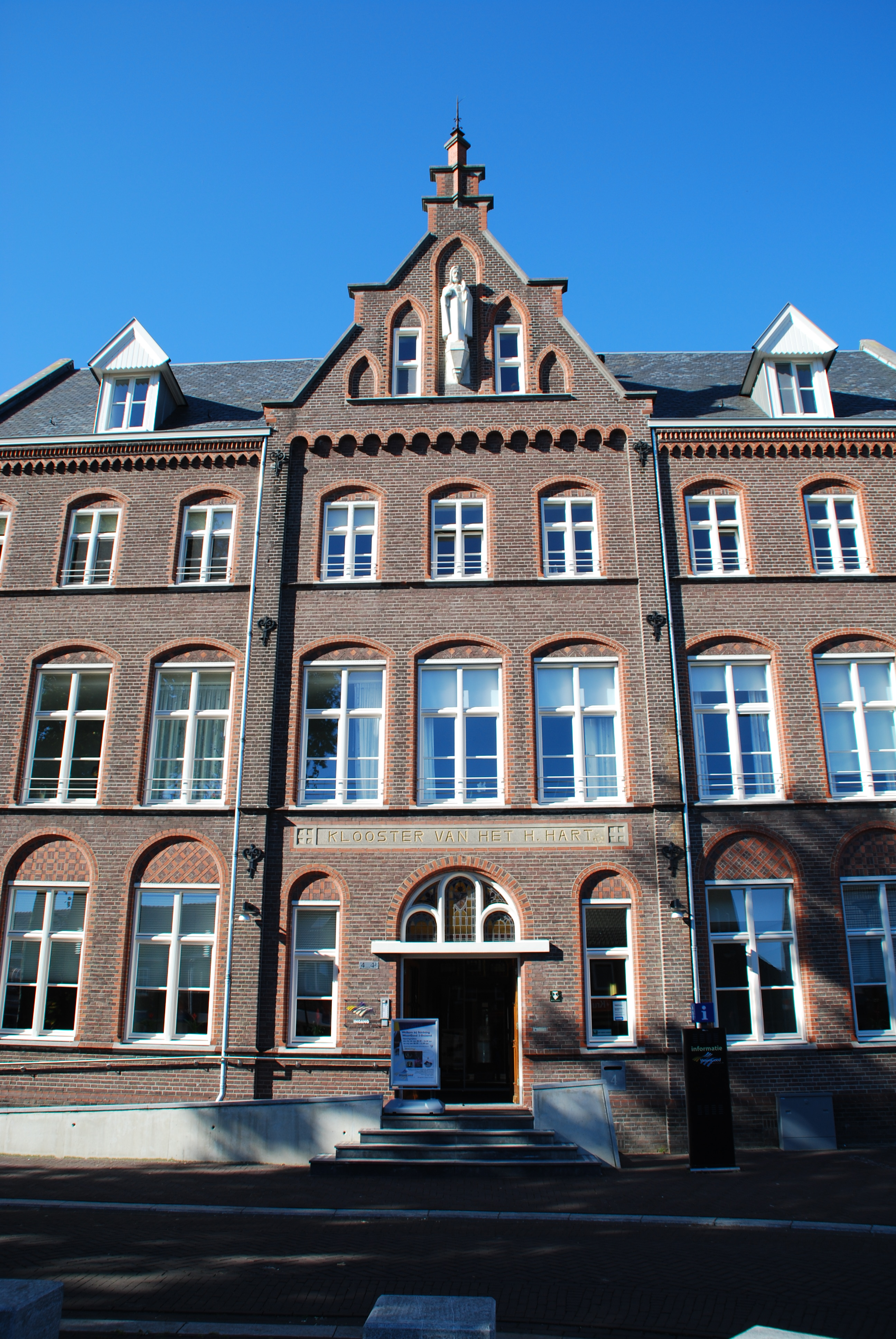